# Grainville-sur-Odon
Grainville-sur-Odon è un comune francese di 1 013 abitanti situato nel dipartimento del Calvados nella regione della Normandia.

## Società

### Evoluzione demografica
Abitanti censiti